# Sarban
Pour les articles homonymes, voir John Wall (homonymie) et Wall.
Œuvres principales
- Le Son du cor

John William Wall, connu sous le pseudonyme de Sarban, né le 6 novembre 1910 à Mexborough dans le comté de Yorkshire et mort le 11 avril 1989 , est un écrivain britannique de science-fiction, célèbre pour son roman Le Son du cor.

## Biographie

### Enfance et formation
Sarban est le pseudonyme sous lequel se cache l'écrivain britannique John William Wall (né le 6 novembre 1910, à Mexborough, à proximité de Rotherham, dans le sud du comté de Yorkshire, et mort en 1989, à 79 ans).
Il est le fils de George William Wall, cheminot britannique (employé de la compagnie Great Central Railway), et de Maria Ellen Wall (née Moffat). Après avoir fréquenté la Mexborough School, il fit des études de lettres au Jesus College de l'université de Cambridge d'où il sortit avec les honneurs. Il y étudia aussi la langue arabe et se dirigea à la fin de ses études vers une carrière diplomatique.

### Carrière diplomatique
Au cours de l'année 1933, il fut nommé vice-consul à Beyrouth (Liban), puis connut des postes à Djeddah (Arabie saoudite), à Tabriz puis à Ispahan (tous les deux en Iran). Après la Seconde Guerre mondiale, il fut nommé conseiller au cabinet Moyen-Orient du ministère des Affaires étrangères britannique, le Foreign Office et donc basé au Caire en Égypte, poste qu'il occupa jusqu'en 1952. Il fut ensuite nommé au poste de consul général pour l'Égypte, ce qui lui permit de rester stationné au Caire jusqu'à ce qu'il prenne sa retraite des services extra-territoriaux en 1966. De retour en Angleterre, il continua à travailler pour le Foreign Office, tout d'abord en tant qu'enseignant à Londres pour la période 1966-1970. Son dernier emploi l'amena à travailler pour le Government Communications Headquarters, le service de renseignements du gouvernement britannique, et sera basé à Cheltenham jusqu'à sa retraite en 1977 qu'il ira vivre dans le comté du Monmouthshire, au Pays de Galles.

### Carrière littéraire
Sa notoriété tient presque entièrement dans son roman à mi-chemin entre l'uchronie et le roman de monde parallèle, Le Son du cor (The Sound of His Horn), écrit pendant l'été 1950, au Caire (Égypte) et publié à partir de 1952 en Angleterre), mais il a connu deux autres publications de son vivant, non traduites en français à ce jour, Ringstones and Other Curious Tales (1951) et The Doll Maker and Other Tales of the Uncanny (1953), des recueils de nouvelles fantastiques. En 2002, un recueil du nom de The Sacrifice and Other Stories a été publié, contenant quatre nouvelles, deux déjà précédemment publiées (Number Fourteen, déjà publiée dans Ringstones et The King of the Lake, déjà publié à la suite du Son du cor dans une édition postérieure) et deux inédites (The Sea-Things et The Sacrifice qui donne son nom au recueil).  